# 阿勒芒 (马恩省)
阿勒芒（法語：Allemant，法語發音：[almɑ̃]）是法国马恩省的一个市镇，属于埃佩尔奈区。

## 地理
阿勒芒（48°45'41"N, 3°48'2"E）面积15.77 平方千米，位于法国大東部大區马恩省，该省份为法国东北部内陆省份，北起阿登省，西北接埃纳省，西南接塞纳-马恩省，南至奥布省，东南接上马恩省，东临默兹省。
与阿勒芒接壤的市镇（或旧市镇、城区）包括：勒沃、大布鲁西、小布鲁西、布鲁瓦、兰特、蒙德芒-蒙日夫鲁、佩阿、圣卢。

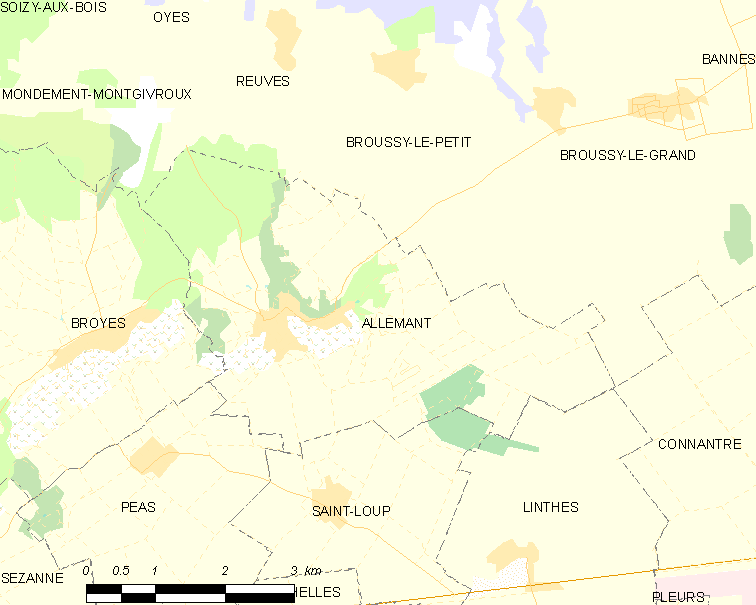
的OSM定位图

阿勒芒的时区为UTC+01:00、UTC+02:00（夏令时）。

## 行政
阿勒芒的邮政编码为51120，INSEE市镇编码为51005。

## 政治
阿勒芒所属的省级选区为塞扎讷-布里-香槟县。

## 人口

1962-2008年间人口变化图示

阿勒芒于2022年1月1日时的人口数量为184人。